# Hirtlbach
Hirtlbach ist ein Gemeindeteil des Marktes Markt Indersdorf im oberbayerischen Landkreis Dachau und eine Gemarkung.

## Geographie
Das Pfarrdorf liegt etwa vier Kilometer westlich von Markt Indersdorf an der Kreisstraße DAH 17.
Die Gemarkung Hirtlbach hat eine Fläche von etwa 440 Hektar und liegt vollständig im Gebiet des Marktes Markt Indersdorf. Auf ihr liegen die Markt Indersdorfer Gemeindeteile Hirtlbach, Hörgenbach und Neusreuth. Die Bevölkerungsdichte lag 1987 bei etwa 55 Einwohner/km².

## Geschichte
Um 1150 war die erste urkundliche Erwähnung des Ortes als „Hurtelbach“ (= Bach mit Flechtwerk aus Weiden oder Reisig). 1423 kamen einige Anwesen durch Schenkung an das Stift Indersdorf. 1506 bis 1803 gehörte Hirtlbach zur Hofmark Eisenhofen-Hirtlbach.
Auf dem Bibereckerberg befinden sich geringe Reste der Burg Hirtlbach und Grabhügel aus der Zeit der keltischen Vindeliker (ca. 150 v. Chr.)

### Gemeindegebietsreform
Die Gemeinde Hirtlbach bestand bis zur Neugliederung der bayerischen Gemeinden durch die Gebietsreform in Bayern. Am 1. Juli 1972 wurde die damalige Gemeinde Hirtlbach mit ihren Gemeindeteilen Hirtlbach, Hörgenbach und Neusreuth und einem Gemeindegebiet von 431 Hektar nach Markt Indersdorf eingemeindet.

### Pfarrei
Die Pfarrei Hirtlbach wurde erstmals 1315 genannt. Damals gehörten Eisenhofen, Hof, Hörgenbach und Riedhof dazu.

## Sehenswürdigkeiten
- Römisch-katholische Kirche St. Valentin